# Chara lingua da la mamma

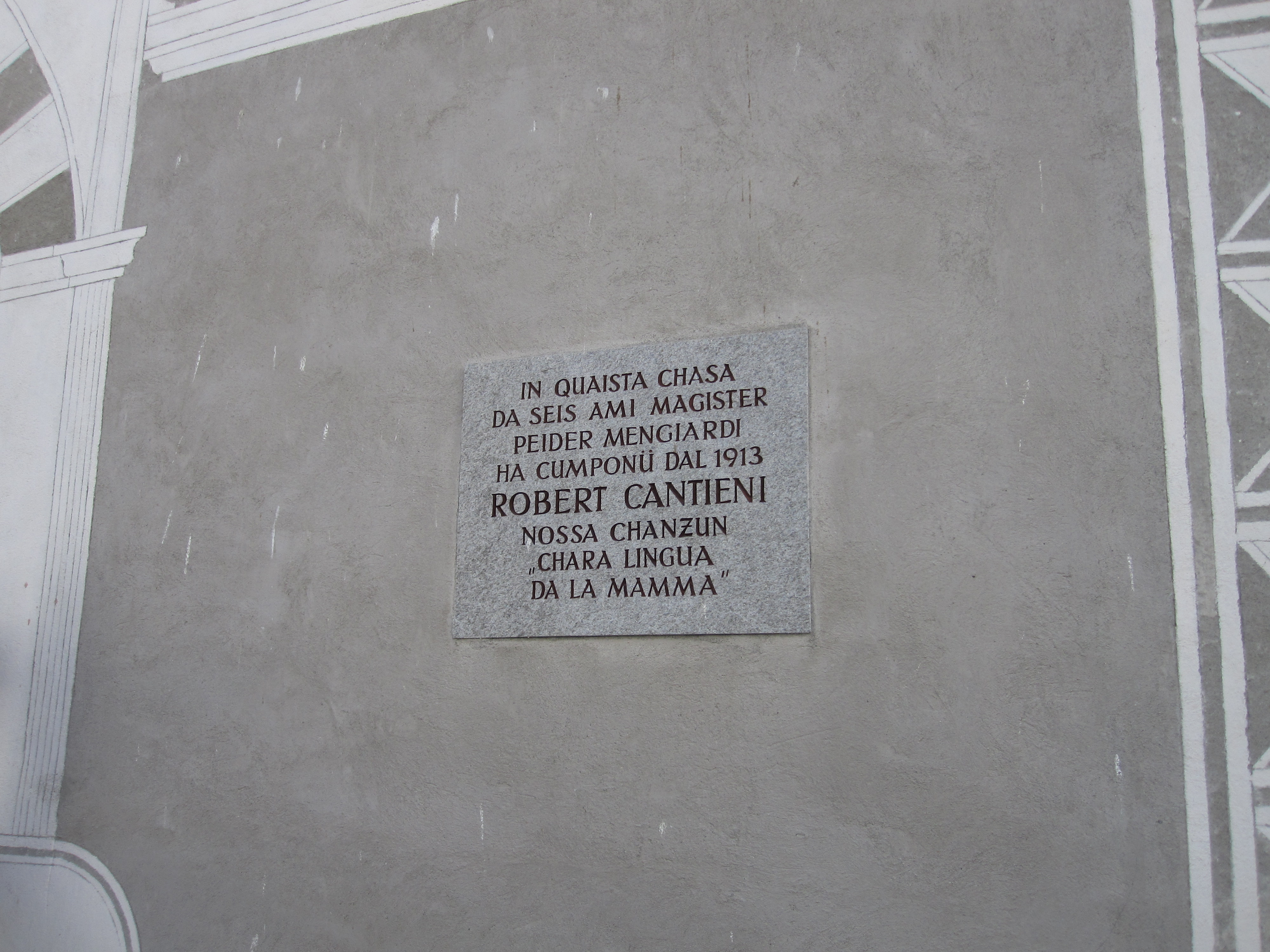
Gedenkinschrift an der Fassade des Ardezer Hauses eines befreundeten Lehrers, wo Robert Cantieni das Lied komponierte

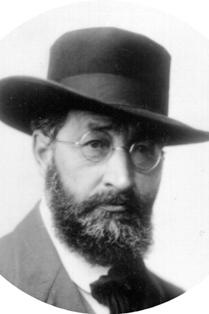
Robert Cantieni, der Komponist des Liedes

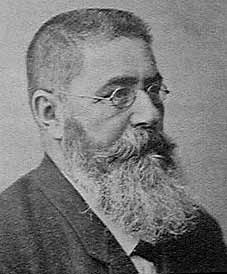
Gudench Barblan, der Dichter der Hymne

Chara lingua da la mamma (rätoromanisch im Idiom Vallader für «Liebe(nswerte) Sprache der Mutter») ist die inoffizielle Hymne der Engadiner und Münstertaler Rätoromanen. Sie besingt das Ladin als die von der Wiege an vertraute Sprache und als identitätsstiftendes Gut. Das Lied ist auch unter dem offiziellen Titel Lingua materna („Muttersprache“) bekannt.

## Entstehung
Den Text dichtete Gudench Barblan (1860–1916). Er wirkte als Lehrer in mehreren Unterengadiner Dörfern und später am Plantahof im Churer Rheintal. Später wurde er als Sammler der Übernamen der Engadiner Dörfer bekannt. Die Melodie stammt von Robert Cantieni (1873–1954), der sie 1913 im Haus eines befreundeten Lehrers im Unterengadiner Dorf Ardez komponierte.

## Text
| Alla lingua materna. Chara lingua della mamma, Tü sonor romantsch ladin, Tü favella dutscha, lamma, Oh, co t’am eu sainza fin! In teis suns, cur eir’ in chüna, M’ha la mamma charezzà, E chanzuns dell’ Engiadina Nell’ uraglia m’ha chantà. Tü mossà m’hast nell’ infanzia A nomnar imminch’ ogget, Ad exprimer temm’ e spranza E cordöli e dalet. M’hast mossà con viv’ algrezia Mia patria ad amar, Seis eroes, sa bellezza In chanzuns a dechantar. Cur in leida giuventüna Cols amis am radunet, Lura la chanzun ladina Pür il vair umur ans det. Dell’ amur la dutscha brama Hast express tü e guidà, Hast nutri la sancha flamma, Chi’m rendaiv’ usche beà. Sco il chant da filomela Am parettast tü sunar, Cur allur’ in ma favella Meis infants sentit tschantschar. Millieras regordanzas Svagl’ in mai teis pled sonor, Svaglia saimper veglias spranzas, Chi ün di han moss meis cour. Chara lingua della mamma, Tü dilet romantsch ladin, Tü favella dutscha, lamma, Oh, co t’am eu sainza fin! | Liebste Muttersprache, du klangvolles Rumantsch Ladin, du sanfte, weiche Sprache, o wie endlos liebe ich dich! Zu deinen Klängen, noch in der Wiege, hat mich Mutter geliebkost und Lieder des Engadins mir ins Ohr gesungen. Hast mir gezeigt in der Kindheit jedes Ding zu benennen, Furcht und Hoffnung auszudrücken, Klage und Glück. Hast mir gezeigt mit Freude meine Heimat zu lieben, ihre Helden, ihre Schönheit in Liedern zu besingen. Als in froher Jugend mit den Freunden mich vereint Hat erst das ladinische Lied uns den wahren Humor gegeben. Die süsse Sehnsucht der Liebe hast du ausgedrückt und geleitet, hast die heilige Flamme genährt, die mich so glückselig machte. Wie der Gesang der Nachtigall scheinst du zu klingen, wenn, in der Muttersprache, ich meine Kinder sprechen höre. Tausende Erinnerungen weckt dein harmonischer Klang in mir, weckt immer alte Hoffnungen, die mir einst mein Herz zeigte. Liebste Muttersprache, du klangvolles Rumantsch Ladin, du sanfte, weiche Sprache, o wie endlos liebe ich dich! |